# Troldand
Troldand (Aythya fuligula) er en fugl i familien egentlige andefugle. Den er 40-47 cm med et vingefang på 67-73 cm. Den kan blive 10-15 år. Fuglen er meget almindelig i Danmark som trækfugl og vintergæst, men fåtallig som ynglefugl.  Trækbestanden er vurderet  som sårbar på den danske rødliste,  mens ynglebestanden er vurderet som næsten truet.